# Grundschule Fermersleben

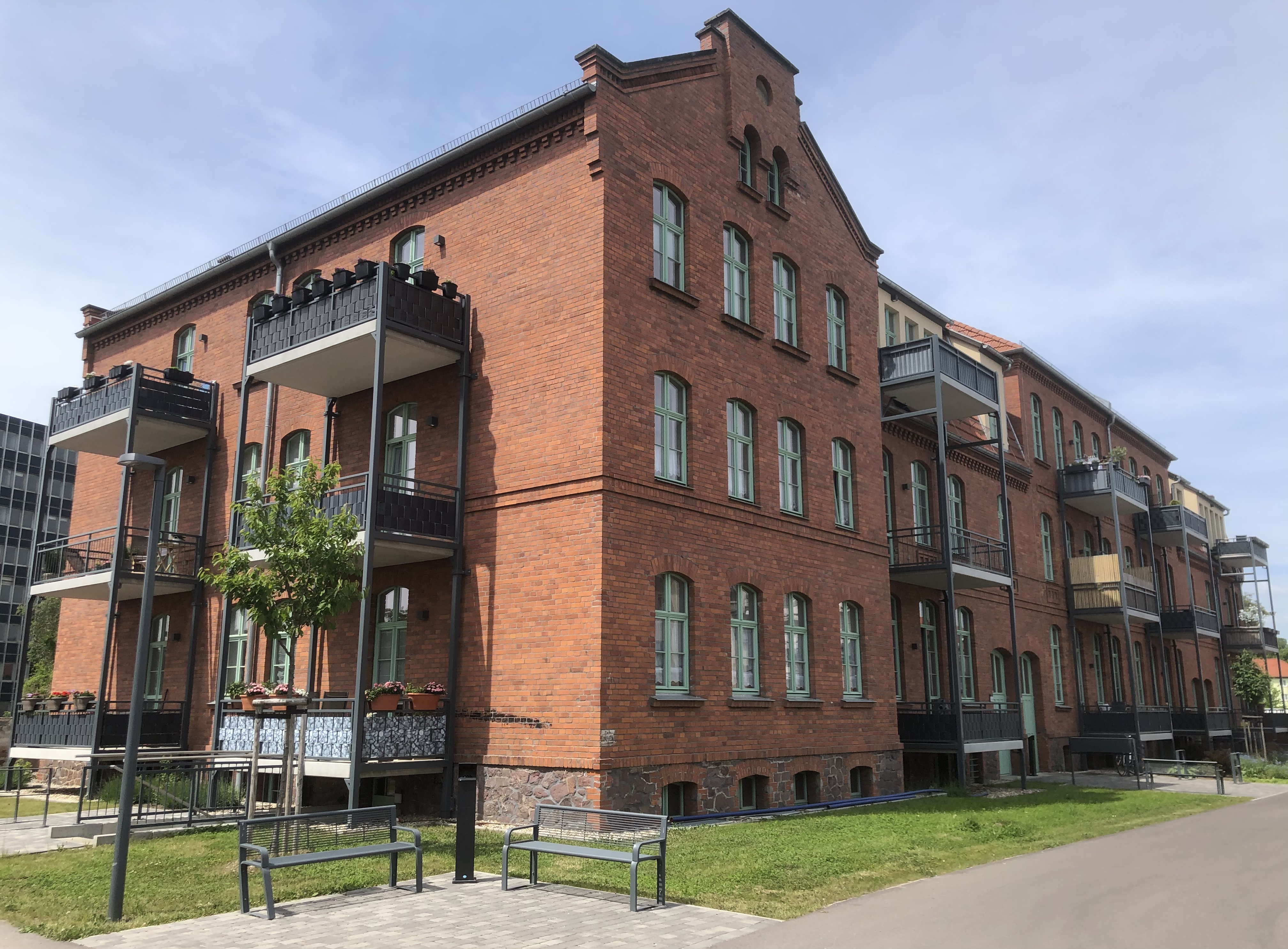
Ehemaliges Schulgebäude, 2021

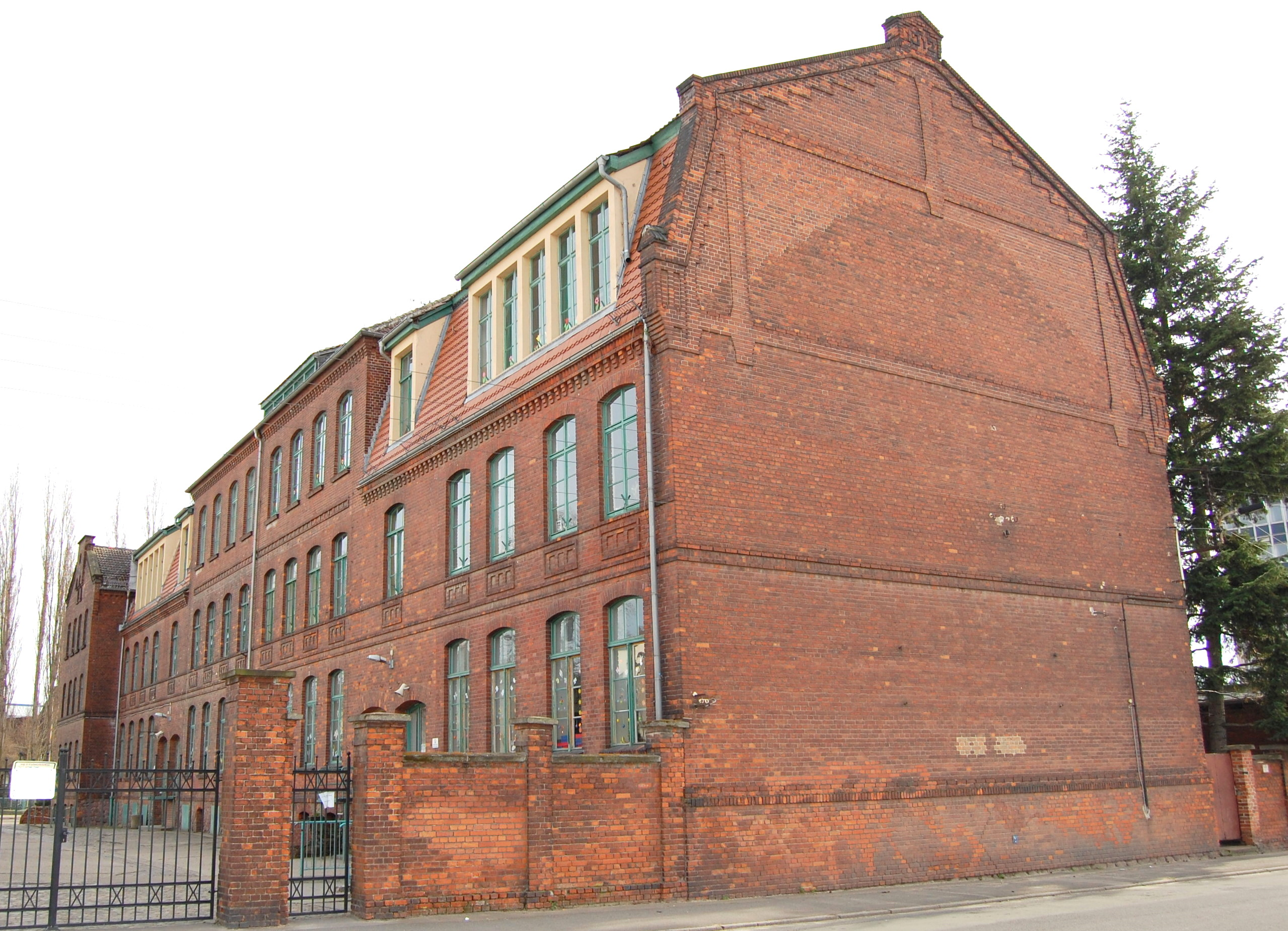
Grundschule Fermersleben, 2010

Die Grundschule Fermersleben ist ein denkmalgeschütztes ehemaliges Schulgebäude im Magdeburger Stadtteil Fermersleben.

## Lage
Das Gebäude befindet sich an der Adresse Herbartstraße 16 im Westen des Stadtteils und wird heute als Wohnhaus genutzt.

## Geschichte
Die erste Erwähnung eines Lehrers für Fermersleben geht auf das Jahr 1582 zurück. Zu den Aufgaben des in diesem Jahr für die Kirchengemeinde angestellten Küsters Cubir, der auch für Buckau zuständig war, gehörte auch die Unterrichtung der Kinder. Für 1670 wird die Anstellung eines Kantors Gebhardt Schünemann vermerkt, der die Schulausbildung bis 1683 innehatte. Im Jahr 1683 wurde Joachim Neubauer Schulmeister, der das Amt bis 1740 ausübte. Bei einem Großbrand in Fermersleben im Jahr 1719 wurde auch das damalige Schulgebäude zerstört. Von 1740 bis 1786 übernahm Diebner, nach anderer Schreibweise Dibbern, die Funktion. Ihm folgte Georg Friedrich Odenwald († 2. Juni 1834) nach, der bis 1830 fungierte.
Während der französischen Besatzung wurde die Schule im Jahr 1806 zeitweise als Kaserne für französische Truppen genutzt. Das Patronat für Kirche und Schule oblag dem Kloster Berge. Nach der Zerstörung des Klosters ging dieses Patronat 1824 auf die Regierung über. Trotzdem war die Kirchengemeinde für den Schulunterricht verantwortlich. Die Schule befand sich in der Nähe des Eingangs zur Kirche, wobei die Vorderfront nach Osten ausgerichtet war.
1827, nach anderen Angaben 1828, erhielt Fermersleben ein neues Schulgebäude, welches sich neben der Kirche befand. Seitens der Gemeinde wurde der Bau mit 900 Thalern finanziert. Am 29. Oktober 1827 wurde der erste Schulunterricht im neuen Gebäude abgehalten. Der Friedhof hinter der Kirche wurde nicht mehr genutzt und sollte dem Kantor als Garten dienen.
Nachfolger des etwa 44 Jahre amtierenden Odenwalds war Christian Gottlieb Bonecke als Substitut. Er verstarb jedoch bereits am 27. September 1833. Ihm folgte Carl Wilhelm Raßbach nach. Der gebürtige Cochstedter war zuvor Hilfslehrer in Buckau. Er war bis zu seinem Tod am 23. Juli 1868 34 Jahre in Fermersleben als Kantor und Lehrer tätig. Von 1868 bis zum 6. April 1872 war Carl August Scheifler Schulmeister, auf ihn folgte F. Fischer.
Das heutige Schulgebäude entstand ab 1889 in mehreren Bauabschnitten, da sich durch die Entwicklung Fermerslebens von der ländlich strukturierten Gemeinde hin zum Industriestandort und der damit stark anwachsenden Bevölkerungszahl wiederholt Erweiterungsbauten erforderlich machten.
Als ältester Teil entstand 1889 nach Plänen des Kreisbaumeisters des Kreises Wanzleben Romeiß der südliche Gebäudeflügel. Die Baudurchführung oblag Christian Andreas Schmidt. Auf einem Grundriss in der Form eines T entstand das aus roten Ziegeln errichtete Schulhaus. Es besteht aus einem Risalit mit drei Stockwerken, dessen Giebelseite mit ihren vier Fensterachsen zum Schulhof nach Osten zeigt. Hier waren zunächst drei Lehrerwohnungen untergebracht. Darüber hinaus bestand westlich des Gebäudes ein eigener kleiner Hofraum mit den für die Lehrerwohnungen benötigten Toiletten und Unterstellmöglichkeiten. Dieser gesonderte Hof für das Lehrpersonal ist ungewöhnlich und an anderen Schulen Magdeburgs nicht zu finden. Nördlich an den Risalit schließt sich ein zweistöckiger Anbau an, der mit fünf Fensterachsen mit seiner Traufseite zum Schulhof abschließt. In diesem Anbau befanden sich in jeder Etage zwei Klassenzimmer.
Bereits 1891 erfolgte eine erste Erweiterung. Wiederum ausgeführt von Christian Andreas Schmidt wurde der Anbau nach Norden um vier weitere Fensterachsen verlängert. Es entstanden so weitere vier Klassenzimmer. Der nächste Ausbau folgte 1902. Der auch diese Bauphase ausführende Schmidt setzte sechs bzw. fünf Achsen pro Etage hinzu, wodurch zwei neue Klassenräume je Etage geschaffen wurden. In dieser Phase entstand auch die Situation zweier Eingänge vom Schulhof aus, womit die Trennung von Mädchen- und Jungenschule vollzogen wurde.

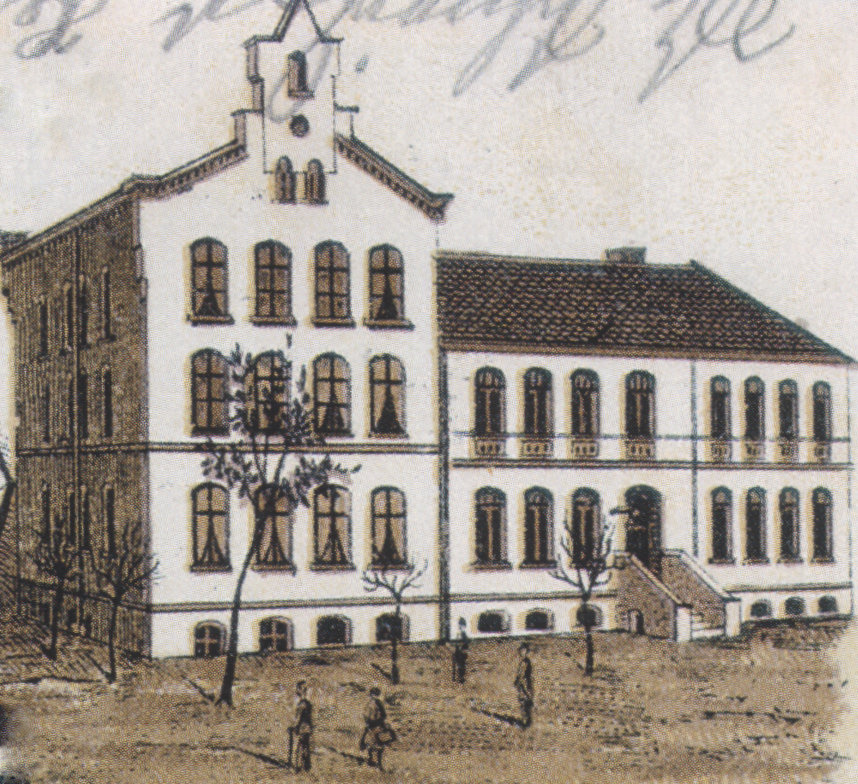
Schule auf einer Postkarte des Jahres 1903 vor der Erweiterung des Jahres 1902

1903 wurde das Gebäude durch den königlichen Baurat L. Pitsch noch weiter nach Norden, bis zur heutigen Friedrich-List-Straße erweitert.
Wie im Bildungssystem damals üblich, wurden auch in Fermersleben körperliche Strafen angewendet. Im Januar 1895 wurde von einem Vater öffentlich eine Beschwerde darüber geführt, dass sein Sohn so mit einem Stock geschlagen wurde, dass er bettlägerig war. Drei Tage nach dem Vorfall sollen noch blutige Striemen vorhanden gewesen sein. Der Vater kündigte die Einholung eines ärztlichen Gutachtens und eine Klageerhebung an.
1909 ging die Verantwortung für die Schulausbildung der Kinder und die Einstellung der Lehrer von der Kirchengemeinde auf die staatlichen Stellen über. Die tatsächliche Trennung zwischen Lehramt und Küsterei bzw. Kantorat erfolgte dann jedoch erst 1916. In diesem Zusammenhang wurde das Kantoratsgebäude in der Mansfelder Straße 6 der Kirchengemeinde zugeordnet. Im Jahr 1911 wurde, nach der 1910 erfolgten Eingemeindung Fermerslebens nach Magdeburg, durch den Stadtbauinspektor Wilhelm Berner noch das zweite Obergeschoss geschaffen. Seit diesem Umbau verfügt der Mittelteil des Gebäudes über die auffällige Konstruktion des Walmdachs mit Mansarde. Über die acht Fensterachsen in der Mitte hinweg ist das Schulhaus dreistöckig.
Die Fassade ist schlicht gehalten. Trotz der vielen Bauphasen wurde der Bau insgesamt mit roten Ziegelsteinen ausgeführt. Die Fenster sind als Segmentbogenfenster gestaltet. Das Gebäude ruht auf einem Sockel aus Bruchsteinen. Auf der Westseite werden die Treppenhäuser durch zwei hervorragende Risalite betont.
Im Inneren werden die einzelnen Räume durch die beiden Treppenhäuser erschlossen, auf einen mittleren Flur durch das Gebäude wurde verzichtet.
Die Schule wurde als Fermersleber Volksschule betrieben. Ein Rektor der Schule war Karl Lentz, der in der Faberstraße 6 wohnte. Lenz berichtete am 13. Oktober 1916, vor dem Hintergrund der Knappheit von Arbeitskräften im Ersten Weltkrieg, dass etwa 100 Schüler für die Erbringung von Erntearbeiten beurlaubt waren. In den oberen Klassen war der Unterricht stark eingeschränkt, da zum Teil mehr als die Hälfte der Klassen fehlte. Ungefähr 25 Kinder waren nach außerhalb, also insbesondere in Dörfer vor der Stadt beurlaubt.
In der Zeit nach dem Ersten Weltkrieg war der Pädagoge und Schulreformer Karl Linke Lehrer an der Schule. Der Schwimmunterricht wurde zeitweise, zumindest Anfang der 1920er Jahre durch den Freien Wassersportverein, Abteilung Buckau-Fermersleben an der Elbe durchgeführt.
In den 1930er Jahren trug die Schule die Bezeichnung 27. Gemeindeschule. Die Leitung der Schule oblag Rektor Giese.
1946 wurde der Religionsunterricht in der Schule eingestellt. Die Kirchengemeinde richtete eine gesonderte, außerschulische Christenlehre ein. Die Schule wurde als Grundschule betrieben, wobei auch weiterhin bis zur 8. Klasse unterrichtet wurde. Zuständige Mittelschule, an die Schüler zur Erlangung der Mittleren Reife in der 9. und 10. Klasse gingen, war die Mittelschule Salbke. 1957 schloss man mit der Segelsektion der BSG Motor Fermersleben einen Patenschaftsvertrag und beteiligte sich an einer Kinderregatta auf der Elbe.
Wie in der DDR üblich wurde die Schule im Jahr 1960 Polytechnische Oberschule (POS). Unterrichtet wurde bis zur 10. Klasse. Die Schule erhielt den Namen Otto Lehmann.
Nach Abschluss des Schuljahres 2010/2011 wurde die zu diesem Zeitpunkt als vierklassige Grundschule betriebene Schule im Jahr 2011 geschlossen. Die Schüler wurden in die nach einer Sanierung wiedereröffnete Grundschule Salbke umgeschult. Nach einem Umbau wurde das Schulgebäude 2019 als Wohnhaus wiedereröffnet.
Im örtlichen Denkmalverzeichnis ist das Gebäude als Schule unter der Erfassungsnummer 094 71418 als Baudenkmal eingetragen.